# Beheiren
Beheiren (ベ平連, viết tắt của ベトナムに平和を！市民連合　"Betonamu ni Heiwa o Shimin Rengo" — Liên hiệp Công dân vì Hòa bình ở Việt Nam) là một nhóm hoạt động Nhật Bản tồn tại từ năm 1965 đến 1974. Với tư cách là một liên minh gồm vài trăm nhóm phản chiến đã phản đối chính phủ Nhật trợ giúp nước Mỹ trong chiến tranh Việt Nam.

## Lịch sử
Beheiren tuyên bố đã giúp 20 lính Mỹ đặt chân đến sa mạc, trong một số trường hợp cung cấp cho họ hộ chiếu giả và các giấy tờ khác và giúp họ trốn sang Thụy Điển thông qua Liên Xô. Họ cũng sử dụng các kỹ thuật kích hoạt cổ đông — mua một cổ phiếu trong cổ phần Mitsubishi để họ có thể giải quyết các cuộc họp cổ đông về sự hỗ trợ của công ty cho nỗ lực chiến tranh của Mỹ.  Nhóm này cũng hỗ trợ những người lính Mỹ đang xuất bản và phân phát các tờ báo và tờ rơi ngầm ở Nhật Bản.
Beheiren được thành lập theo lời kêu gọi của giới trí thức và nhân sĩ bao gồm nhà văn Oda Makoto (Đại diện), Yoshikawa Yuichi (Tổng thư ký), Takabatake Michitoshi, Miyamoto Amon, Muto Ichiyo, Yoshioka Shinobu, Kaiko Takeshi, Tsurumi Yoshiyuki và nhà bình luận Tsurumi Shunsuke.
Giống như nhiều nhóm cánh tả mới, Beheiren có lập trường độc lập với Liên Xô và khối cộng sản.